# Îles Phœnix
Pour les articles homonymes, voir Phoenix.
Les îles Phœnix (en anglais : Phoenix Islands ; en gilbertin : te aono ni Pinikiti) sont un archipel des Kiribati situé dans l'océan Pacifique et composé de huit atolls. L'« aire protégée des îles Phœnix » est inscrite depuis 2010 sur la liste du patrimoine mondial de l'UNESCO.

## Géographie

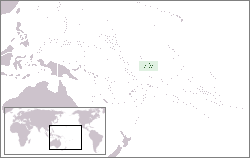
Localisation des îles Phœnix.

Les îles Phœnix sont situées dans l'océan Pacifique, dans la partie centrale des Kiribati. L'archipel est situé très à l'écart, par rapport aux îles Gilbert au nord-ouest, aux îles Howland et Baker au nord-ouest, aux îles de la Ligne à l'est, aux îles Cook au sud-est, les Tokelau (Nouvelle-Zélande) au sud et les Tuvalu au sud-ouest.
L'archipel est composé d'atolls et d’îlots coralliens sans hauteur et entourés de récifs coralliens délimitant des lagons. Les terres émergées, qui totalisent 27,6 km2 de superficie, sont principalement couvertes de forêts de cocotiers. De même que les îles les plus méridionales des îles Gilbert, les îles Phœnix sont soumises à des périodes de sécheresse. Ces îles abritent 120 espèces de corail et plus de 500 espèces de poisson ce qui a motivé le pays pour y créer le 28 janvier 2008 le plus grand parc marin au monde avec 410 500 km2 de superficie, soit environ la taille de la Californie. Baptisé PIPA pour Phoenix Islands Protected Area, soit en français « aire protégée des îles Phœnix », il se situe à mi-chemin entre l'archipel d'Hawaï et les Fidji et comprend également des monts sous-marins. Elle fait partie des biens naturels inscrits sur la liste du patrimoine mondial depuis août 2010, l'UNESCO ayant retenu ce parc pour en faire le premier site des Kiribati intégré à ladite liste.
Les territoires américains des îles Baker et Howland sont souvent considérés géographiquement comme constituant l'extrémité septentrionale de l'archipel. À certaines périodes, ces îles ont été considérées comme faisant partie des îles Gilbert mais le nom de « Phœnix » semble avoir été donné pour ce groupe d'île dans les années 1840 d'après le nom colonial de Rawaki. Cette île ayant probablement été nommée d'après plusieurs baleiniers portant ce nom qui fréquentaient ces eaux au début du XIXe siècle.
| Atoll       | Terres (km2) | Lagon (km2) | Population (2015) | Coordonnées          |
| ----------- | ------------ | ----------- | ----------------- | -------------------- |
| Birnie      | 0,2          | 0,02        | 0                 | 3° 35′ S, 171° 31′ O |
| Canton      | 9            | 50          | 20                | 2° 50′ S, 171° 43′ O |
| Enderbury   | 5,1          | 0,6         | 0                 | 3° 08′ S, 171° 05′ O |
| Manra       | 4,4          | 2,2         | 0                 | 4° 27′ S, 171° 15′ O |
| McKean      | 0,4          | 0,2         | 0                 | 3° 36′ S, 174° 08′ O |
| Nikumaroro  | 4,1          | 4           | 0                 | 4° 40′ S, 174° 31′ O |
| Orona       | 3,9          | 30          | 0                 | 4° 30′ S, 172° 10′ O |
| Rawaki      | 0,5          | 0,5         | 0                 | 3° 43′ S, 170° 43′ O |
| Îles Phœnix | 27,6         | 84,5        | 20                | 4° 00′ S, 173° 00′ O |

## Histoire
L'archéologie met en évidence l'occupation de cet archipel. Toutefois les îles sont abandonnées lors des contacts avec les Européens. Sur place, les Polynésiens qui s'installèrent sur les atolls (principalement Orona et Manra) venaient de la partie Est de la Polynésie et semblent avoir migré vers l'Ouest de cette région du Pacifique. Sur place, ces habitants dressèrent des lieux de culte (marae) dont les restes demeurent de nos jours.

## Étymologie
En gilbertin, la langue officielle des Kiribati, l'archipel est connu sous le nom de Rawaki (Dictionnaire gilbertin-français d'Ernest Sabatier, 1954), nom qui de nos jours désigne surtout une des îles de l'archipel. Le nom de Phoenix pour l'ensemble de cet archipel ne semble attesté qu'à partir des années 1840, d'après le nom d'un des atolls qui lui-même a sans doute été baptisé ainsi du nom d'un baleinier qui était dans ces eaux au début du XIXe siècle.
Le Phoenix est un baleinier britannique (port d'attache Londres) qui visite les Galapagos en juillet 1823. En 1824, sous le commandement de John Palmer, il découvre les atolls de Rawaki et de Canton.

## Démographie
Des huit atolls qui composent les îles Phœnix, seul Canton est habité par 41 habitants, devenus 20 lors du recensement de 2015.

## Économie
Les îles Phœnix tirent le quart de leurs revenus (17 millions de dollars en 2000) de la vente de droits d'accès à leurs eaux à des pays comme le Japon, la Corée du Sud et les États-Unis. Les sociétés étrangères reversent aux Kiribati environ 5 % de la valeur de gros de ce qu'elles capturent dans leurs eaux.
L'aire protégée des îles Phœnix (APIP), officialisée lors de la Convention sur la diversité biologique de 2006, au Brésil, a été agrandie deux ans plus tard. À cette date, c'était la plus grande aire marine protégée du globe, avec 408 250 km².